# Opływ Motławy
Opływ Motławy (deutsch Umfluter und Stadtgraben) ist der östliche Mündungsarm der Motława (Mottlau) in Danzig (Gdańsk) in der Woiwodschaft Pommern in Polen. Er führt bei Gęsia Karczma (Ganskrug) im Stadtbezirk Rudniki (Bürgerwiesen/Plehnendorf) in die Martwa Wisła (Tote Weichsel).

## Geographie
Der 3400 Meter lange Umfluter führt östlich entlang des Stadtbezirks Śródmieście (Stadtmitte) mit den Stadtteilen Dolne Miasto (Niederstadt), Długie Ogrody (Langgarten), Rudno (Kneipab) und Sienna Grobla (Strohdeich) nach Rudniki. Etwa 200 Meter vor der Mündung mündet die Rozwójka (Rosawoyka), weitere 300 Meter der Vorfluter Obere Trift in den Umfluter. An der Steinschleuse zweigt der Hauptarm der Motława in nördlicher Richtung ab. Über den Wasserlauf führen eine Eisenbahn-, drei Straßen-, zwei Fußgänger- und eine Rohrleitungsbrücke. Die letzten 100 Meter bieten Bootsliegeplätze.

## Geschichte

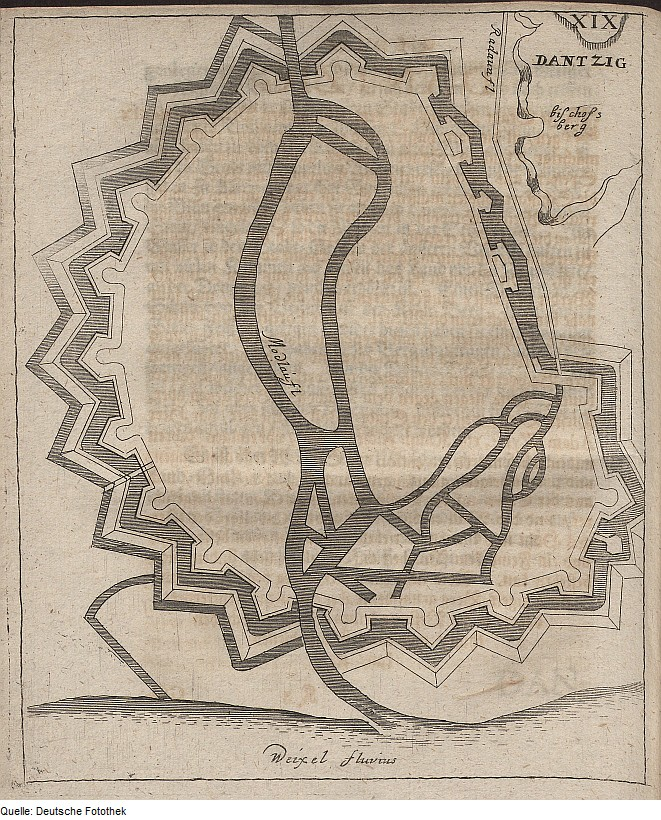
Festungsplan und Wasserführung (1694; Osten ist links)

Im 17. Jahrhundert wurde bei der Errichtung der Erdwälle und Bastionen der Festung Danzig ein doppelter Wassergraben im Osten der Stadt angelegt. Gespeist wurde die, im 19. Jahrhundert als Stadtgraben bezeichnete Anlage, von der Mottlau. Der Hauptabfluss erfolgte wiederum durch diese vor dem Polnischen Haken. Beim Bau der Breitenbach-Brücke (heute polnisch „Most Siennicki“) wurde der Stagneter Graben (Zastały Rów) bei Strohdeich, die Mündung der Rosawoyka, verfüllt und vor 1909 östlich eine neue Mündung bei Ganskrug angelegt, die später auch das Wasser des neuen Umfluters aufnahm. Dieser dient der Entlastung bei Hochwasser und bezeichnete 1911 nur den Abschnitt vom Langgarter Tor (auch Werdersches Tor, Brama Żuławska) zur Weichsel. Im Nordosten der Stadt hatte man fünf Bastionen niedergelegt und die Gräben der Festung verfüllt. Erste Veränderungen hatte es mit dem Bau des Danziger Kleinbahnhofs (Gdańsk Wąskotorowy) der Westpreußischen Kleinbahnen östlich des Langgarter Tors ergeben. Opływ Motławy bezeichnet seit 1945 den gesamten Abschnitt unterhalb der Steinschleuse.

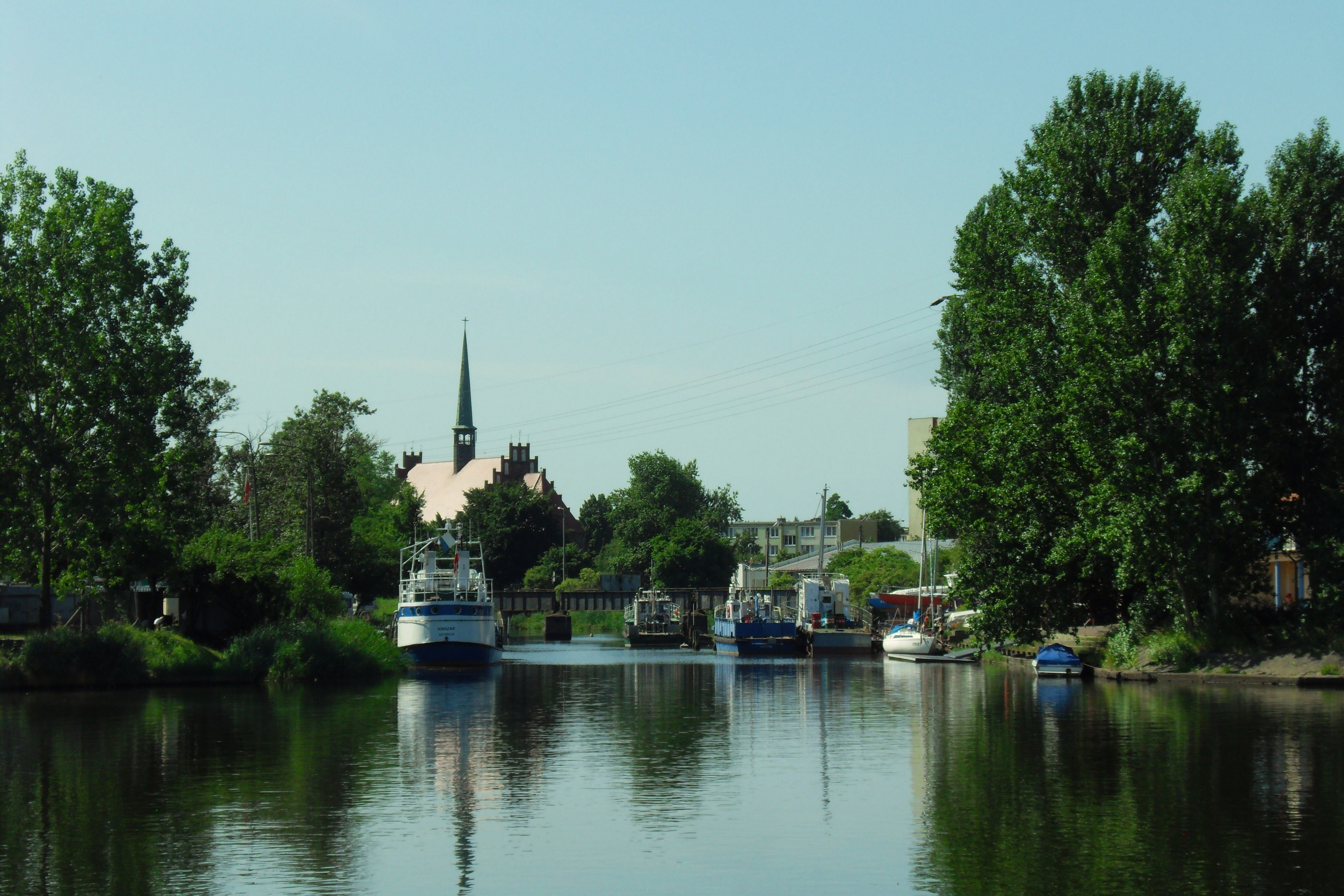
Mündung von Rozwójka und Umfluter in die Tote Weichsel (im Vordergrund)

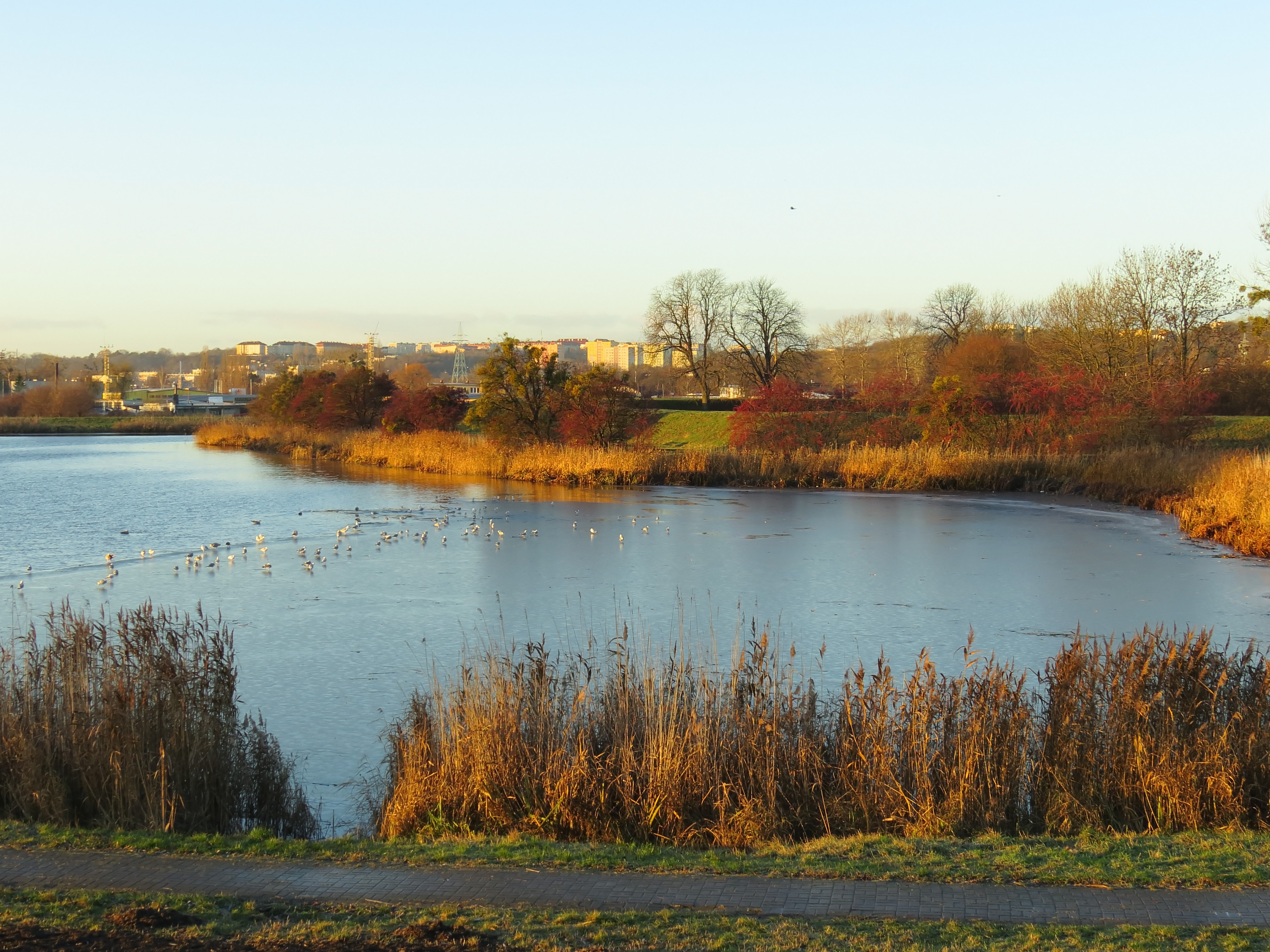
Bastion Wilk (Wolf) im Winter

In den 1920er Jahren wurden im Bereich des Umfluters ein Park, ein Schwimmbad und Sportanlagen angelegt. Der Bereich der verbliebenen Bastionen war seit Ende der 1950er Jahre verwahrlost und verwildert sowie mit illegalen Kleingärten bebaut. Im Jahr 1996 beschloss der Danziger Stadtrat eine Fläche von 20 Hektar in eine Anlage zur Erholung umzuwandeln. Die Wälle und Uferbefestigungen wurden erneuert und 12 km Wander- und Fahrradwege angelegt. Auf den Bastionen wurden Rastplätze und Aussichtspunkte eingerichtet, Laternen und Bänke aufgestellt. Zwei Fußgängerbrücken führen über den Wasserlauf. An der Bastion Wilk (Wolf) entstand ein Anleger für Kanus und Boote. In nordöstlicher Richtung folgen die Bastionen Wyskok (Aussprung, 1885 auch Pestilenz), Miś (Bär) und Królik (Kaninchen); westlich des Mottlauzuflusses die Bastionen Żubr (Wisent) und św. Gertrudy (St. Gertrud). Im Jahr 2007 wurde die Umgestaltung mit dem ersten Preis in der Kategorie „Grünraum“ der Gesellschaft der Polnischen Stadtplaner ausgezeichnet.
Am 14. Juni 1994 erfolgte die Inbetriebnahme der „Wrota Żuławskie“, eines Fluttores, das sich automatisch schließt, wenn der Wasserstand in der Danziger Bucht höher ist als in der Motława.